# 神奈川県蛭ヶ岳米軍機墜落事故
神奈川県蛭ヶ岳米軍機墜落事故（かながわけんひるがたけべいぐんきついらくじこ）は、1950年（昭和25年）4月21日、アメリカ軍のC-54輸送機が、神奈川県の蛭ヶ岳に墜落した事故である。

## 事故の詳細
4月21日、沖縄県から立川飛行場へ向かっていたC-54輸送機（DC-4の軍用型）が行方不明となった。
燃料が尽きる時間となっても飛行場に現れず、また他の飛行場に着陸したとの確認が取れず、無線での呼びかけにも応じなかったため、在日米軍はただちに捜索を開始すると共に、日本政府にも協力を要請した。輸送機にはパイロットや兵士など35名の米軍人が搭乗しており、行方不明のニュースは大きく報道された。飛行経路から、伊豆半島、箱根、丹沢山地などの山のどこかに墜落したのではないかと推測されたが、翌22日の夜になっても所在は判らないままだった。
4月23日、不明機を捜索していたB-17のパイロットが、山の斜面に散乱する機体の破片を発見した。当初、墜落地点は「丹沢山の山頂より東へ約500メートルの急斜面」と報道されたが、実際は「蛭ヶ岳の山頂より南へ約500メートルの急斜面」で、最初の捜索隊が現場に到着したのは、4月23日の午後だった。
墜落現場は全く人の手の入ってない原生林で、しかもかなりの急斜面でもあり、捜索や遺体の収容作業は難航を極めた。機体は完全にバラバラになり、墜落時に発生した火災のため犠牲者も黒焦げになるなど、極めて悲惨な状態であったという。麓から登ってきた捜索隊は、事故現場で手足の千切れた遺体、木に引っかかった遺体などを目撃している。
この捜索は人海戦術に頼る必要があり、警察、消防団、山岳会、米軍、など総勢1,000名を超える大規模な捜索隊が組まれ、宮ヶ瀬村方面、玄倉川方面、丹沢山方面、塔ノ岳方面、の4方向から分かれて山に入った。最終的に、事故機に乗った全員の死亡が確認された。また、機体の炎が燃え移って山火事となり、400メートル×5000メートルの範囲が燃えたという。
現在、蛭ヶ岳山荘近くに慰霊碑が建っている。